# 松村数江

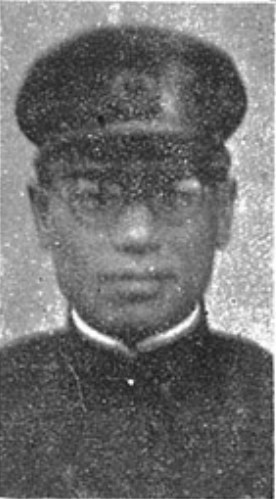
松村数江

松村 数江（まつむら かずえ、1893年（明治26年）10月26日 - 没年不明）は、大正から昭和時代前期の台湾総督府官僚。

## 経歴・人物
岐阜県稲葉郡長良村（現・岐阜市長良）に生まれる。1912年（明治45年）3月、岐阜商業学校を卒業し、岐阜県工業試験場書記を拝命。1913年（大正2年）渡台し、台湾総督府財務局雇となる。
ついで主計課勤務、普通試験書記を経て、1936年（昭和11年）1月、地方理事官に進み、台中州東勢郡守に就任。さらに同州南投郡守に転じた。